# アレシュ・チェフ
アレシュ・チェフ（Aleš Čeh、1968年4月7日 - ）は、スロベニア (旧ユーゴスラビア)・マリボル出身の元同国代表サッカー選手、現サッカー指導者。現役時代のポジションはMF。

## 来歴

### クラブ
NDスロヴァンの下部組織を経て、1988年にNKオリンピア・リュブリャナでプロデビュー。1992年にオーストリアのグラーツァーAKに移籍すると、2000年と2002年にオーストリア・カップ優勝を経験し、UEFAカップやUEFAインタートトカップといった国際大会にも出場した。2003年5月、35歳になったチェフはクラブから下部組織のコーチという役職を打診されたが、現役続行を決定し、11年在籍したクラブを退団した。
2003年、1シーズンのみ故郷スロベニアのNKマリボルに帰還。その後は再びオーストリアに渡り、LASKリンツに在籍した。2009年に古巣NKオリンピア・リュブリャナで現役を引退した。

### 代表
1992年6月3日、エストニア代表との親善試合にてスロベニア代表デビューを果たした。UEFA EURO 2000予選で予選6試合中全試合に出場し、そのうち2試合でキャプテンマークを巻いた。予選プレーオフでウクライナ代表を破って初出場を決めたUEFA EURO 2000では、グループステージ未勝利で大会を後にするが、チェフは全試合に先発フル出場した。2002 FIFAワールドカップでもグループステージで全ての試合に出場した。
2003年11月15日、UEFA EURO 2004予選のプレーオフ1stlegクロアチア代表戦にて、スロベニア代表から引退した。代表通算74試合1得点。

## 代表歴

### 出場大会
- スロベニア代表
  - 2002 FIFAワールドカップ

### 試合数
- 国際Aマッチ 76試合 1得点（1990年-2002年）[6]

| スロベニア代表 | 国際Aマッチ | 国際Aマッチ |
| 年             | 出場        | 得点        |
| -------------- | ----------- | ----------- |
| 1990           | 1           | 0           |
| 1991           | 1           | 0           |
| 1992           | 2           | 0           |
| 1993           | 1           | 0           |
| 1994           | 5           | 0           |
| 1995           | 7           | 1           |
| 1996           | 7           | 0           |
| 1997           | 5           | 0           |
| 1998           | 7           | 0           |
| 1999           | 11          | 0           |
| 2000           | 11          | 0           |
| 2001           | 11          | 0           |
| 2002           | 7           | 0           |
| 通算           | 76          | 1           |